# Escola de Pós-Graduação em Estudos sobre Ásia-Pacífico da Universidade de Waseda
A Escola de Pós-Graduação em Estudos sobre Ásia-Pacífico da Universidade de Waseda (早稲田大学大学院アジア太平洋研究科 Waseda Daigaku Daigakuin Ajia Taiheiyō Kenkyūka?), ou, na sigla em inglês, GSAPS, é uma escola de pós-graduação independente especializada em Ciências Sociais e Relações Internacionais. A GSAPS foi criada em abril de 1998, no campus Waseda da Universidade de Waseda, em Tóquio, Japão. Os estudantes da GSAPS, o corpo docente e os antigos alunos vieram de mais de 50 países diferentes, fazendo da escola o principal centro internacional de pós-graduação da universidade e um dos institutos de pós-graduação com maior diversidade cultural do Japão. A GSAPS abriga o Instituto Global para a Integração Regional Asiática, um programa de pesquisa apoiado pelo Ministério da Educação, Cultura, Esportes, Ciência e Tecnologia do Japão.

## Localização
O prédio da GSAPS está localizado no campus principal da Universidade de Waseda, no distrito de Shinjuku, bairro Nishi-Waseda, em Tóquio, Japão.

## Instituições colaboradoras
A GSAPS realiza atividades acadêmicas regulares com a Escola de Economia e Ciência Políticas de Londres (LSE), o Instituto de Pós-Graduação de Estudos Internacionais e sobre Desenvolvimento, a Universidade Nacional de Seul e a Universidade de Chulalongkorn, dentre outras. Além disso, através do programa de mobilidade da Comissão Europeia, Erasmus Mundus, a GSAPS administra um programa de doutorado-sanduíche em Globalização, União Europeia e Multilateralismo em parceria com a Universidade Livre de Bruxelas (Bélgica), a Universidade de Warwick (Reino Unido), a Universidade Livre Internacional de Estudos Sociais (Itália), a Universidade de Genebra (Suíça) e a Universidade de Fudan (China).
A GSAPS é a afiliada à Associação de Escolas Profissionais de Assuntos Estrangeiros (APISA), uma rede de escolas líderes em relações internacionais e políticas públicas ao redor do mundo.

## Ensino e Pesquisa
Os focos principais do ensino e da pesquisa na GSAPS são os estudos sobre o Extremo Oriente e o Sudeste Asiático, Relações Internacionais, Cooperação Internacional e Política. Os seminários conduzidos pelos professores-orientadores são organizados em torno desses três temas. A escola funciona em um sistema trimestral: as  aulas (tanto em inglês quanto em japonês) são conduzidas de maio a julho (primavera), em agosto (verão), de setembro a janeiro (outono) e fevereiro (inverno).

## Perfil dos estudantes
De acordo com dados de 1º de maio de 2011, o número total de estudantes é 427, sendo 283 de mestrado e 144 de doutorado. 69,6% dos mestrandos são estrangeiros e apenas 30,4% são estudantes do Japão. A Associação dos Alunos da GSAPS (GSA), a organização estudantil oficial da escola, organiza frequentemente eventos sociais, acadêmicos e vocacionais.

## Corpo docente
- Satoshi Amako (Doutor em Sociologia, Universidade de Hitotsubashi)
- Nobuhiko Fuwa (Doutor em Economia da Agricultura e de Recursos, University da California - Berkeley)
- Kenichi Goto (Doutor pela Universidade Keio)
- Sachiko Hirakawa (Doutora em Relações Internacionais, Universidade de Waseda)
- Akiko Kamogawa (Universidade de Waseda)
- Yasushi Katsuma (Doutor em Estudos sobre Desenvolvimento, Universidade de Wisconsin - Madison)
- Yukio Kawamura (Mestre em Direito, Universidade de Miami)
- Toshiharu Kitamura (Mestre em Filosofia, Universidade de Oxford)
- Hideo Kobayashi (Doutor em Ciências Sociais, Universidade Metropolitana de Tóquio)
- Kazuo Kuroda (Doutor em Sociologia da Educação, Universidade Cornell)
- Hua Sing Lim (Doutor pela Universidade de Londres)
- Gracia Liu-Farrer (Doutora em Ciências Sociais, Universidade de Chicago)
- Shunji Matsuoka (Doutor pela Universidade de Hiroshima)
- Hitoshi Mitomo (Doutor em Estudos de Planejamento regional e urbano, Universidade de Tsukuba)
- Eiji Murashima
- Toshio Obi (Doutor em Estudos sobre Telecomunicação e Informação Global, Universidade de Waseda)
- Glenda Roberts (Doutora em Antropologia, Universidade Cornell)
- Hatsue Shinohara (Doutora em Hsitória, Universidade de Chicago)
- Masaya Shiraishi (Doutor em Sociologia, Universidade de Tóquio)
- Chikako Ueki (Doutora em Ciências Políticas, Instituto de Tecnologia de Massachussets)
- Shujiro Urata (Doutor em Economia, Universidade de Stanford)
- Michio Yamaoka (Doutor em Ciências Sociais e Relações Internacionais, Universidade de Waseda)